# Vasilică Cristocea
Vasilică Cristocea (nacido en 27 de julio de 1980 en Hârşova) es un futbolista rumano.
En la actualidad juega como centrocampista por la izquierda  en el Universitatea Cluj.

## Estilo de juego
Cristocea es un jugador que es capaz de enlazar  el mediocampo y el ataque de manera efectiva. 
Originalmente,  es un centrocampista izquierdo, pudiendo jugar así como en el centro de detrás de los delanteros. Es famoso por su técnica, precisa tiros libres, y la capacidad para poner sus compañeros de equipo en orden. 

## Carrera
Cristocea hizo su debut jugando en las categorías inferiores de Carsium Hârşova, antes de unirse a Farul Constanta en 1999 y, a continuación, Steaua Bucureşti siete años más tarde. 
En Steaua intenta establecerse a sí mismo regularmente en el  primer equipo, sin embargo es una muy buena opción para el entrenador del equipo, como demostró a sí mismo durante algunos partidos importantes, que incluyen uno en el Liga de Campeones de la UEFA.

## Equipos
| Club            | País    | Año       |
| --------------- | ------- | --------- |
| Farul Constanţa | Rumania | 1999-2006 |
| Steaua Bucarest | Rumania | 2006-2008 |